# ペガサス級ミサイル艇
ペガサス級ミサイル艇（英語: Pegasus-class hydrofoil）は、アメリカ海軍が運用していた水中翼ミサイル艇の艦級。

## 来歴
水中翼船の研究そのものは1900年代より行われてきた。当初成功したものはいずれも水面貫通型であったが、アメリカ海軍では、1948年より全没型の艇の研究開発に着手した。その進展を受けて、1966年度計画ではグラマン社とボーイング社に対してそれぞれ1隻ずつのプロトタイプが発注され、前者が「フラッグスタッフ」（PGH-1）、後者が「トゥーカムカリ」（PGH-2）として建造・配備された。当初は計34隻という大量建造も検討されたが、これは実現しなかった。
一方、1960年代後半には、ワルシャワ条約機構軍が保有する大量のミサイル艇に対抗する必要から、NATO各国でミサイル艇を共同開発する構想が生じていた。当時、ソビエト連邦が水中翼船型の1141型小型対潜艦を建造していたこともあり、高速性・機動性の要請から、この計画でも水中翼船型が採択されることになった。このことから、計画名はNATO PHM（Patrol, Hydrofoil, Missile）とされ、1972年11月、アメリカ合衆国、西ドイツ、イタリアの3国協同による開発がスタートした。これに基づいて開発されたのが本級である。

## 設計
本級の設計はボーイング社によって行われており、同社の「トゥーカムカリ」と同様、全没構造で、前1枚・後2枚のエンテ型配列を採用した水中翼船型とされている。下記の通り、1番艇とそれ以降では建造年度に開きがあることから、主機関や装備では違いがあり、例えば、ガスタービンエンジンの出力は、1番艇では16,000馬力であるのに対し、2番艇以降では19,416馬力に強化されている。ウォータージェット推進器は毎分341,000リットルの吐出量を備えている。これにより、海上公試では55ノットの速力を発揮した。
主兵装は、同社のハープーン艦対艦ミサイルが搭載された。4連装発射筒2基のほか、再装填弾8発の搭載も検討されたが、こちらは実現しなかった。主砲は、オート・メラーラ 76mm コンパット砲のアメリカ版であるMk.75が搭載された。搭載弾数は400発である。その砲射撃指揮装置は、オランダのシグナール社のWM-28をもとにしたアメリカ版が搭載された。1番艇では初期型であるMk.94 Mod.1が、2番艇以降ではオリバー・ハザード・ペリー級ミサイルフリゲートにも搭載されたMk.92 Mod.2が採用されている。なお、6番艇は、当初は兵装・射撃指揮装置ともに未搭載であり、1983年9月に搭載した。
センサーは、当初はイタリアSMA社の3TM 20-Hのアメリカ版であるAN/SPS-63が搭載されたが、1985年-1986年にかけて、アメリカ海軍で標準的なAN/SPS-64に換装するとともに、アンテナをマスト頂部に移動させた。
なお、厳しい重量軽減の要請から、艤装は非常に簡略で、予備品・用具をはじめとする物資の搭載は最小限に限定されていた。陸上整備や予備品が相当に多くなることもあり、給食・給養を含めて地上部隊への依存が大きく、本艇の戦隊を支援するため、士官7名および、下士官兵181名、トラック73両で編成される後方支援部隊が編成されていた。

## 配備
本級は、高性能を追求した結果としてかなり大型であり、結果として、1975年の時点で建造価格160億円というコスト上昇に繋がった。このことから、当初計画されていた30隻という大量建造は断念され、西ドイツとイタリアは計画より脱退した。このうちイタリア海軍では、1971年より、本級と同様に「トゥーカムカリ」を参考にしつつもより小型にまとめたスパルヴィエロ級の建造に着手した。
アメリカ海軍では、エルモ・ズムウォルト・ジュニア海軍作戦部長のハイローミックス・コンセプトにもとづいて、まず1973年度計画で2隻、1975年度計画で4隻が発注された。しかし、2番艇は1974年5月30日にいったん起工されたものの、1975年8月に進捗率40.9%のところで凍結された。1977年6月4日、2番艇以降の建造は一度はキャンセルされたものの、1977年8月14日、議会の要望をうけて予算が復活した。2番艇の建造も再開されることとなり、1976年度予算にもとづいて、1980年9月12日に新しい船体が起工された。
| #     | 艦名                                        | 起工           | 就役            | 退役           |
| ----- | ------------------------------------------- | -------------- | --------------- | -------------- |
| PHM-1 | デルフィヌス→ペガサス USS Delphinus→Pegasus | 1973年 5月10日 | 1977年 7月9日   | 1993年 7月30日 |
| PHM-2 | ハーキュリーズ USS Hercules                 | 1980年 9月12日 | 1983年 3月12日  | 1993年 7月30日 |
| PHM-3 | トーラス USS Taurus                         | 1979年 1月30日 | 1981年 10月10日 | 1993年 7月30日 |
| PHM-4 | アクイラ USS Aquila                         | 1979年 7月10日 | 1982年 6月26日  | 1993年 7月30日 |
| PHM-5 | アリエス USS Aries                          | 1980年 1月7日  | 1982年 9月11日  | 1993年 7月30日 |
| PHM-6 | ジェミニ USS Gemini                         | 1980年 5月13日 | 1983年 11月13日 | 1993年 7月30日 |